# Bitcoin Fog
Bitcoin Fogは、ビットコインの資金洗浄サイトである。
2013年には、Sheep Marketplaceから盗まれた96,000ビットコインの一部を資金洗浄するために使われた。